# Dicranomyia flavida
Dicranomyia flavida är en tvåvingeart som först beskrevs av Philippi 1866.  Dicranomyia flavida ingår i släktet Dicranomyia och familjen småharkrankar. Inga underarter finns listade i Catalogue of Life.